# Lista de prefeitos de Araranguá
Esta é a lista de prefeitos do município de Araranguá, estado brasileiro de Santa Catarina.
| N° | Prefeito                         | Partido                                       | Início do mandato       | Fim do mandato          | Observações |
| -- | -------------------------------- | --------------------------------------------- | ----------------------- | ----------------------- | --- |
| —  | José Jorge de Bitencourt e Souza | Partido Liberal PL                            | 3 de abril de 1880      | 31 de dezembro de 1981  | Para efeito de registro histórico, entra nesta ordem ainda que na condição de interinidade |
| —  | Ovídio José da Rosa              | Partido Liberal PL                            | 1º de janeiro de 1882   | 11 de fevereiro de 1882 | |
| —  | José Jorge de Bitencourt e Souza | Partido Liberal PL                            | 11 de fevereiro de 1882 | 28 de fevereiro de 1883 | |
| 1  | José Antônio Fernandes de Souza  | Partido Liberal PL                            | 28 de fevereiro de 1883 | 31 de dezembro de 1886  | Presidente da Câmara de Vereadores eleito diretamente |
| 2  | Porphírio Lopes de Aguiar        | Partido Republicano Catarinense PRC           | 1º de janeiro de 1887   | 28 de setembro de 1890  | Presidente da Câmara de Vereadores eleito diretamente |
| —  | Porphírio Lopes de Aguiar        | Partido Republicano Catarinense PRC           | 27 de setembro de 1890  | 28 de outubro de 1892   | Presidente da Câmara de Vereadores reeleito diretamente |
| —  | Porphírio Lopes de Aguiar        | Partido Republicano Catarinense PRC           | 29 de outubro de 1892   | 6 de junho de 1894      | O mandato natural de Porphírio Lopes de Aguiar deveria ser 1887/90 – 1890/94, mas os episódios políticos ocorridos naquele período inicial após instalação da República, com governadores do estado ora alinhados, ora rompidos com o então Presidente Floriano Peixoto, fizeram repercutir, conforme o ditasse a conjuntura, alterações na vida política não somente no estado como também no município.    |
| 3  | José Antônio Fernandes de Souza  | Partido Republicano Catarinense PRC           | 7 de junho de 1894      | 3 de dezembro de 1898   | Até novembro de 1894, o Cel. João Fernandes assinava as Leis na qualidade de Presidente do Conselho Municipal. Neste período sua patente de honra era a de Capitão, título que não foi alterado até o final do século. |
| —  | Apolinário João Pereira          | Partido Republicano Catarinense PRC           | 4 de dezembro de 1898   | 31 de dezembro de 1898  | Interino na condição de Superintendente 1º substituto |
| 4  | Antônio João Raupp               | Partido Republicano Catarinense PRC           | 1º de janeiro de 1899   | 9 de dezembro de 1902   | |
| 5  | João Fernandes de Sousa          | Partido Republicano Catarinense PRC           | 10 de dezembro de 1902  | 31 de dezembro de 1906  | |
| —  | João Fernandes de Sousa          | Partido Republicano Catarinense PRC           | 1º de janeiro de 1907   | 31 de dezembro de 1910  | |
| —  | João Fernandes de Sousa          | Partido Republicano Catarinense PRC           | 1° de janeiro de 1911   | 31 de dezembro de 1914  | |
| —  | João Fernandes de Sousa          | Partido Republicano Catarinense PRC           | 1º de janeiro de 1915   | 31 de dezembro de 1918  | |
| —  | João Fernandes de Sousa          | Partido Republicano Catarinense PRC           | 1º de janeiro de 1919   | 31 de dezembro de 1922  | |
| —  | João Fernandes de Sousa          | Partido Republicano Catarinense PRC           | 1º de janeiro de 1923   | 31 de dezembro de 1926  | |
| 6  | Alcebíades Seara                 | Partido Liberal Catarinense PLC               | 1º de janeiro de 1927   | 28 de outubro de 1930   | Opositor a João Fernandes e seu grupo, Seara criou um fato novo ao assumir o cargo, há muito sob controle de Fernandes. Em 27/03/1929 Seara passa telegrama comunicando ao governador a morte do Cel. João Fernandes. Última comunicação (carta) de Alcebíades Seara é de 30/08/1930, quanto Ptolomeu Assis Brasil tomou o governo do estado. (Seara faleceu assassinado na Serra da Rocinha, Timbé do Sul). |
| —  | Pacífico Guimarães Nunes         | Partido Liberal Catarinense PLC               | 29 de outubro de 1930   | 6 de novembro de 1930   | Interino, agora na condição de Sub-Prefeito |
| 7  | Israel Fernandes                 | Aliança Liberal AL                            | 7 de novembro de 1930   | 24 de abril de 1933     | O primeiro dos prefeitos indicados e não eleitos no período dos interventores. Ato da Resolução nº 3, de 13/12/1930, do Interventor Federal de SC. Documentos dão conta de que até 24/04/33, Israel Fernandes era Prefeito. |
| —  | Durval Borges                    | Aliança Liberal AL                            | 24 de abril de 1933     | 15 de dezembro de 1933  | |
| —  | Moisés Borges Furtado            | Aliança Liberal AL                            | 15 de dezembro de 1933  | 5 de janeiro de 1934    | “Encarregado do expediente” comunica a morte de Durval Borges |
| —  | Luís Oscar de Carvalho           | Aliança Liberal AL                            | 6 de janeiro de 1934    | 12 de janeiro de 1934   | Assume o cargo de prefeito, assinando “Inspetor da Fazenda Prefeito Provisório Substituto” |
| —  | Antônio João Raupp               | Aliança Liberal AL                            | 13 de janeiro de 1934   | 17 de junho de 1934     | |
| —  | Altícimo Tournier                | Aliança Liberal AL                            | 18 de junho de 1934     | 31 de outubro de 1934   | |
| —  | Donatílio Pereira Hariel         | Aliança Liberal AL                            | 1º de novembro de 1934  | 21 de novembro de 1934  | Altícimo passa a responsabilidade, em carta, para Donatílio Pereira Hariel, Secretário Municipal. |
| 8  | Asteróide da Costa Arantes       | Aliança Liberal AL                            | 22 de novembro de 1934  | 16 de fevereiro de 1936 | Tenente. |
| —  | Otávio Corrêa de Queiróz         | Aliança Liberal AL                            | 17 de fevereiro de 1936 | 20 de fevereiro de 1936 | Assume interinamente encarregando-se de passar o cargo a Caetano Francisco Lummertz. |
| —  | Caetano Francisco Lummertz       | Aliança Liberal AL                            | 21 de fevereiro de 1936 | 17 de abril de 1936     | Assume na qualidade de Prefeito Provisório, como os antecessores, até 17/04/36, quando é empossado como “Prefeito Constitucional”. Mesma data assume a Câmara de Vereadores. Volta, portanto, o Poder Legislativo com o nome de Câmara de Vereadores. |
| 9  | Caetano Francisco Lummertz       | Aliança Liberal AL                            | 18 de abril de 1936     | 7 de abril de 1941      | |
| 10 | Rui Stockler de Souza            | Aliança Liberal AL                            | 8 de abril de 1941      | 20 de julho de 1945     | Tenente. |
| —  | Abel Esteves de Aguiar           | Partido Social Democrático PSD                | 21 de julho de 1945     | 19 de novembro de 1945  | Nomeado interinamente pelo governador do estado |
| —  | Adolfo Cechinel                  | Partido Social Democrático PSD                | 20 de novembro de 1945  | 30 de janeiro de 1946   | Nomeado interinamente pelo governador do estado |
| —  | Edmundo Grizard                  | Partido Social Democrático PSD                | 31 de janeiro de 1946   | 15 de dezembro de 1947  | Nomeado interinamente pelo governador do estado |
| 11 | Afonso Ghizzo                    | União Democrática Nacional UDN                | 16 de dezembro de 1947  | 30 de janeiro de 1951   | Prefeito eleito em sufrágio universal |
| 12 | Walter Belinzoni                 | Partido Social Democrático PSD                | 31 de janeiro de 1951   | 30 de janeiro de 1956   | |
| 13 | Afonso Ghizzo                    | União Democrática Nacional UDN                | 31 de janeiro de 1956   | 9 de março de 1959      | Prefeito eleito em sufrágio universal, renunciou o mandato |
| 14 | Antônio Tomáz da Silva           | União Democrática Nacional UDN                | 9 de março de 1959      | 30 de janeiro de 1961   | Eleito indiretamente pela Câmara de Vereadores |
| 15 | José Rocha                       | Partido Socialista Brasileiro PSB             | 31 de janeiro de 1961   | 30 de janeiro de 1966   | Prefeito eleito em sufrágio universal |
| 16 | Osmar Nunes                      | Aliança Renovadora Nacional ARENA             | 31 de janeiro de 1966   | 30 de janeiro de 1970   | Prefeito eleito em sufrágio universal |
| 17 | Gercino Pasquali                 | Aliança Renovadora Nacional ARENA             | 31 de janeiro de 1970   | 30 de janeiro de 1973   | Prefeito eleito em sufrágio universal |
| 18 | Lino Jovelino Costa              | Aliança Renovadora Nacional ARENA             | 31 de janeiro de 1973   | 31 de janeiro de 1977   | Prefeito eleito em sufrágio universal |
| 19 | Salmi Paladini                   | Aliança Renovadora Nacional ARENA             | 1º de fevereiro de 1977 | 1º de novembro de 1980  | Assassinado no exercício do mandato quando caminhava num final de tarde na rodovia Araranguá – praia Arroio do Silva no dia 01/11/1980. |
| 20 | Eduvirges Jovelino Pires         | Partido Democrático Social PDS                | 1º de novembro de 1980  | 31 de janeiro de 1983   | Vice-prefeito eleito no cargo de titular |
| 21 | Manoel Mota                      | Partido Movimento Democrático Brasileiro PMDB | 1º de fevereiro de 1983 | 31 de dezembro de 1988  | Prefeito eleito em sufrágio universal |
| 22 | Antônio Eduardo Ghizzo           | Partido Democrático Social PDS                | 1º de janeiro de 1989   | 31 de dezembro de 1992  | Prefeito eleito em sufrágio universal |
| 23 | Neri Francisco Garcia            | Partido Movimento Democrático Brasileiro PMDB | 1º de janeiro de 1993   | 31 de dezembro de 1996  | Prefeito eleito em sufrágio universal |
| 24 | Primo Menegalli                  | Partido da Social Democracia Brasileira PSDB  | 1º de janeiro de 1997   | 31 de dezembro de 2000  | Prefeito eleito em sufrágio universal |
| 24 | Primo Menegalli                  | Partido da Social Democracia Brasileira PSDB  | 1º de janeiro de 2001   | 31 de dezembro de 2004  | Prefeito reeleito em sufrágio universal |
| 25 | Mariano Mazzuco                  | Partido Progressista PP                       | 1º de janeiro de 2005   | 31 de dezembro de 2008  | Prefeito eleito em sufrágio universal |
| 25 | Mariano Mazzuco                  | Partido Progressista PP                       | 1º de janeiro de 2009   | 31 de dezembro de 2012  | Prefeito reeleito em sufrágio universal |
| 26 | Sandro Maciel                    | Partido dos Trabalhadores PT                  | 1º de janeiro de 2013   | 31 de dezembro de 2016  | Prefeito eleito em sufrágio universal |
| 27 | Mariano Mazzuco                  | Partido Progressista PP                       | 1º de janeiro de 2017   | 31 de dezembro de 2020  | Prefeito eleito em sufrágio universal |
| 28 | Cesar Antônio Cesa               | Movimento Democrático Brasileiro MDB          | 1º de janeiro de 2021   | 31 de dezembro de 2024  | Prefeito eleito em sufrágio universal |
| 28 | Cesar Antônio Cesa               | Movimento Democrático Brasileiro MDB          | 1° de janeiro de 2025   | Atualidade              | Prefeito reeleito em sufrágio universal |